# Abu'l-Wafa
Abú al-Wafá Buzjani (940-998) fue un matemático y astrónomo persa. Su nombre completo era Abū al-Wafāʾ Muḥammad ibn Muḥammad ibn Yaḥyā ibn Ismāʿīl ibn al-ʿAbbās al-Būzjānī. Nació el 10 de junio del 940 en Buzhgan (Nishapur, Irán) y murió el 1 de julio de 998 en Bagdad (Irak). A los 19 años de edad se mudó a Irak.

## Trabajo en matemáticas
Su contribución a las matemáticas está enfocado principalmente en el campo de la trigonometría.
Abul'-Wafa introdujo la función tangente y mejoró métodos de calcular las tablas de la trigonometría, ideó un método nuevo de calcular las tablas del seno. Sus tablas trigonométricas son exactas a 8 lugares decimales. y desarrolló maneras de solucionar algunos problemas de triángulos esféricos.
Abul'l-Wafa estableció las identidades trigonométricas siguientes:
{\displaystyle \sin(a+b)=\sin(a)\cos(b)+\cos(a)\sin(b)}
{\displaystyle \cos(2a)=1-2\sin ^{2}(a)}
{\displaystyle \sin(2a)=2\sin(a)\cos(a)}
También descubrió la fórmula del seno para la geometría esférica (que es similar a la ley de los senos en la trigonometría ordinaria).
{\displaystyle {\frac {\sin(A)}{\sin(a)}}={\frac {\sin(B)}{\sin(b)}}={\frac {\sin(C)}{\sin(c)}}}
Escribió una gran cantidad de libros, pero la mayor parte se han perdido.
Entre 961 y 976 escribió Al-kuttab del ilayh del yahtaj de kitab fi ma el 'al-hisab mínimo wa'l-ummal del ilm (diez libros del corazón contra el corazón, libro necesario para la ciencia de la aritmética para los escribanos y los hombres de negocios). En la introducción a este libro, Abu'l-Wafa escribe:

abarca todo lo que un experimentado o un principiante, el subordinado o el jefe necesita saber en aritmética, el arte de funcionarios, el empleo de impuestos de tierra y todas las clases de negocio necesitadas en la administración, las proporciones, la multiplicación, la división, las medidas, los impuestos de tierra, la distribución, el intercambio y el resto de las prácticas usados por varias categorías de los hombres para hacer negocio y que sean útiles en su vida cotidiana.

Este trabajo trata sobre aritmética de conteo con los dedos, un sistema de numeración usado en el Imperio islámico en paralelo por mucho tiempo con el sistema de numeración hindú, y en donde los números se escriben con palabras y los cálculos se hacen mentalmente. Aunque Abu'l-Wafa era un experto en el uso de números hindúes, mas:
«No encontraron aplicación en los círculos comerciales y entre la población del califato oriental por largo tiempo.
Y de allí que escribiera su texto usando el método de contar con los deos, puesto que este era el sistema usado por la comunidad comercial (robos y delitos) de la época y a quienes se dirigía su obra.
El trabajo tiene siete partes, y cada una contiene siete capítulos:
Parte I: En cociente (las fracciones se representan según lo hecho las fracciones “capitales” del 1/2, de 1/3, de 1/4,…, 1/10).
Parte II: En la multiplicación y la división (operaciones aritméticas con números enteros y fracciones).
Parte III: Mensuración (área de figuras, del volumen de sólidos y de distancias el encontrar).
Parte IV: En los impuestos (diversas clases de impuestos y problemas de los cálculos del impuesto).
Parte V: En intercambio y partes (tipos de cosechas, y problemas referentes su valor e intercambio).
Parte VI: Asuntos misceláneos (unidades del dinero, pago de soldados, el conceder y retención de los permisos para las naves en el río, comerciantes en los caminos).
Parte VII: Asuntos más futuros del negocio.

## Astronomía
Entre sus trabajos se encuentra el Kitab al-Kamil, una versión simplificada del Almagesto de Ptolomeo.
Abul'-Wafa también estudió los movimientos de la Luna. Por su trabajo, en el año 1970 se decidió en su honor llamarle «Abul Wáfa» a un cráter de impacto lunar situado cerca del ecuador lunar, en la cara oculta de la Luna.